# توم بيل (ممثل)
توم بيل (بالإنجليزية: Tom Bell)‏ (2 أغسطس 1933 - 4 أكتوبر 2006) ممثل إنجليزي كان يمثل بين عامي 1959 - 2006.

## روابط خارجية
- all tom bell - OFFICIAL SITE
- Tom Bell biography في موقع شاشة الإنترنت [الإنجليزية]‏ التابع لمعهد الفيلم البريطاني
- توم بيل على موقع IMDb (الإنجليزية)
- توم بيل على موقع ألو سيني (الفرنسية)
- توم بيل على موقع أول موفي (الإنجليزية)
- توم بيل على موقع قاعدة بيانات الأفلام السويدية (السويدية)
- توم بيل على موقع إن إن دي بي (الإنجليزية)
- توم بيل على موقع قاعدة بيانات الفيلم (الإنجليزية)
- توم بيل على موقع كينوبويسك (الروسية)
- Tom Bell in the stage play "Bent"
- BBC obituary
- Telegraph obituary
- Times obituary نسخة محفوظة 22 يونيو 2011 at Archive.is
- Bell Stage obituary